# Oscar Chirimini
Oscar Chirimini (28 marca 1917 – 3 kwietnia 1961) – piłkarz urugwajski noszący przydomek Chiquito, napastnik.

## Życiorys
Jako piłkarz klubu River Plate Montevideo wziął udział w turnieju Copa América 1937, gdzie Urugwaj zajął czwarte miejsce. Chirimini zagrał w dwóch meczach – z Peru i Chile.
Dwa lata później wziął udział w turnieju Copa América 1939, gdzie Urugwaj został wicemistrzem Ameryki Południowej. Chirimini zagrał w dwóch meczach – z Chile (w drugiej połowie zastąpił Aníbala Cioccę i zdobył bramkę) i Peru (w 70 minucie zastąpił Severino Varelę).
Następnie wziął udział w turnieju Copa América 1941, gdzie Urugwaj ponownie został wicemistrzem Ameryki Południowej. Chirimini zagrał we wszystkich czterech meczach – z Ekwadorem, Chile (w 80 minucie zastąpił Ubaldo Cruche i zdobył bramkę), Argentyną (w 73 minucie zastąpił José Medinę) i Peru (w 22 minucie zmienił go Cruche).
Wciąż jako gracz klubu River Plate wziął udział w turnieju Copa América 1942, gdzie Urugwaj zdobył tytuł mistrza Ameryki Południowej. Chirimini zagrał w czterech meczach – z Chile (w 76 zastąpił Severino Varelę), Ekwadorem (w 80 zastąpił Severino Varelę), Peru (w 20 zastąpił Severino Varelę i zdobył bramkę) i Argentyną (w 21 zastąpił Severino Varelę).
Chirimini później przeszedł do klubu CA Peñarol, z którym zdobył mistrzostwo Urugwaju w 1945 roku.
Od 6 stycznia 1937 roku do 4 kwietnia 1943 roku Chirimini rozegrał w reprezentacji Urugwaju 20 meczów i zdobył 3 bramki (wszystkie podczas turniejów Copa América).
Postać Chiriminiego uwiecznił w Teatrze "18 czerwca" słynny twórca tang argentyńskich Carlos Gardel. Wielkim przebojem w Urugwaju i Argentynie stało się tango, które zaczynało się od słów El lengue no, Chiquito.